# Lobelia longipedicellata
Lobelia longipedicellata là loài thực vật có hoa trong họ Hoa chuông. Loài này được C.E.C.Fisch. mô tả khoa học đầu tiên năm 1941.